# Gran Premio de Japón de 2014
El Gran Premio de Japón de 2014 (oficialmente el 2014 Formula 1 Japanese Grand Prix) fue la decimoquinta prueba de la temporada 2014 de Fórmula 1. Se celebró los días 3, 4 y 5 de octubre en el circuito de Suzuka. 
Sebastian Vettel fue el vencedor de la edición anterior, seguido de Mark Webber y Romain Grosjean. De los pilotos en activo, Lewis Hamilton, Sebastian Vettel, Fernando Alonso, Jenson Button, y Kimi Räikkönen fueron triunfadores del Gran Premio de Japón.
Esta carrera fue la última de Jules Bianchi, quien colisionó contra la grúa que sacaba de pista al monoplaza accidentado de Adrian Sutil. Tras nueve meses de lucha por su vida, Bianchi falleció el 17 de julio de 2015 en Niza.

## Reporte

### Antecedentes

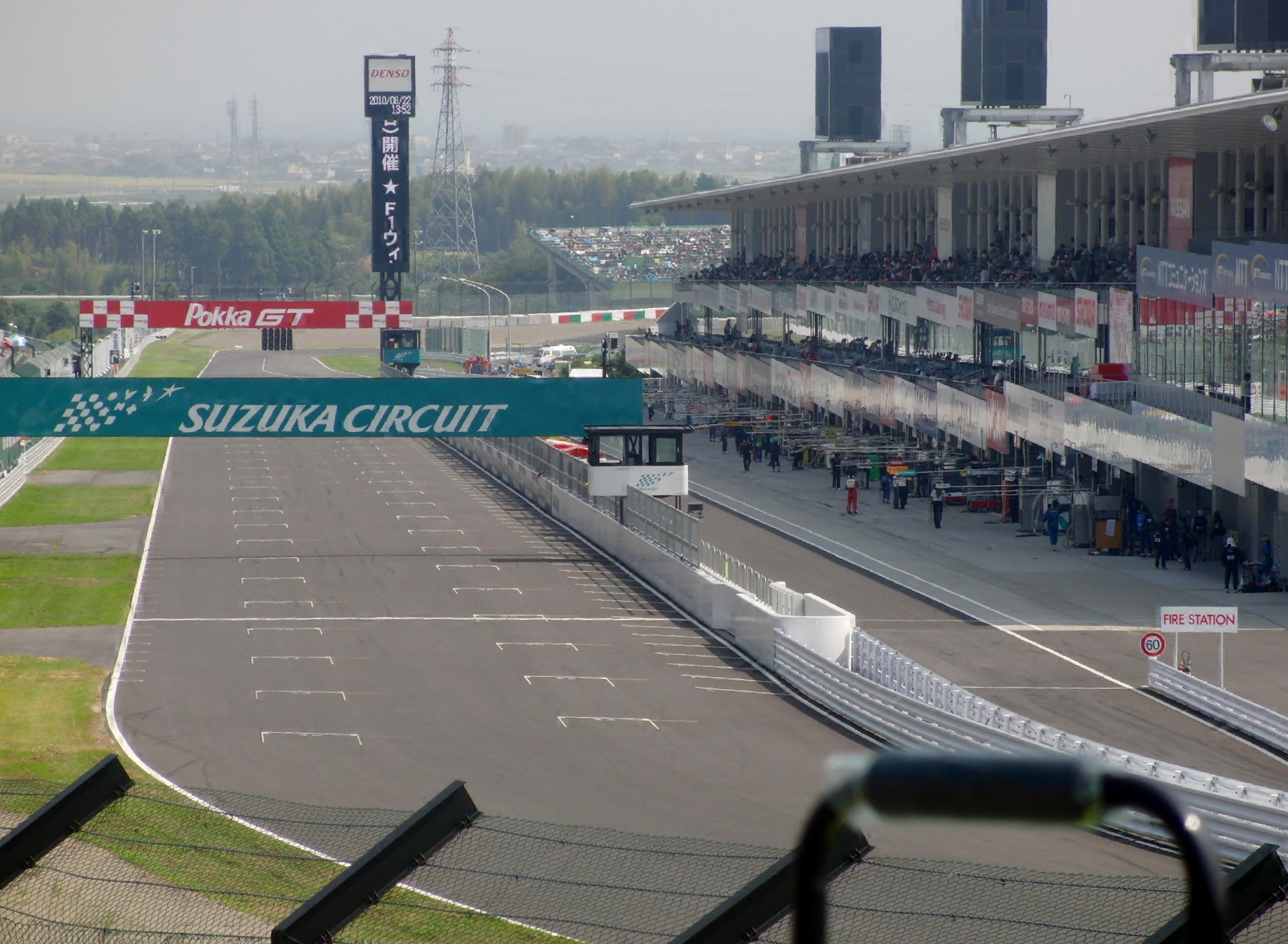
Circuito de Suzuka, donde se llevó a cabo la carrera.

El Gran Premio de Japón de 2014 fue la decimoquinta de las 19 rondas programadas para la temporada 2014 de Fórmula 1 y la trigésima edición del evento como parte del campeonato. Se celebró el 5 de octubre en el Circuito de Suzuka en Suzuka, Mie. El Gran Premio fue disputado por once equipos de dos pilotos cada uno. Los equipos (también conocidos como constructores) fueron Red Bull, Mercedes, Ferrari, Lotus, McLaren, Force India, Sauber, Toro Rosso, Williams, Marussia y Caterham. El circuito de Suzuka tiene 5.807 kilómetros (3.608302511944 mi) de largo y consta de 18 curvas. El nombre oficial del evento fue el Gran Premio Japonés de Fórmula 1 de 2014 (2014 Formula 1 Japanese Grand Prix), y estaba programado para que se corriesen 53 vueltas.
El proveedor de neumáticos Pirelli trajo cuatro tipos de neumáticos a la carrera: dos compuestos secos (medio "opciones" y "primos" duros) y dos neumáticos de lluvia (intermedios y húmedos). Los neumáticos medianos fueron identificados por una franja blanca en sus paredes laterales y los neumáticos duros fueron identificados igualmente en rojo. El alerón trasero móvil (DRS por sus siglas en inglés) tenía una zona de activación para la carrera, en la recta que une las últimas y primeras vueltas. El circuito sufrió cambios después de la carrera del año anterior; Las partes de la pista entre las curvas 14 y 15 fueron repavimentadas, barreras TecPro fueron instaladas en el interior después de la salida de la vuelta 15 y los postes luz cerca de las vallas de los escombros después de las vueltas 13 y 14 fueron movidos hacia atrás.
Antes de la carrera, el piloto de Mercedes Lewis Hamilton lideraba el Campeonato de Pilotos con 241 puntos, por delante de su compañero Nico Rosberg en segundo y Daniel Ricciardo en tercer lugar. Fernando Alonso era cuarto con 133 puntos, nueve por delante de Sebastian Vettel en quinto lugar. Mercedes lideraba el Campeonato de Constructores con 479 puntos y Red Bull iba segundo con 305 puntos. Williams (187 puntos) y Ferrari (178) contendieron por el tercer lugar, y Force India iba quinto con 117 puntos. Mercedes había dominado la temporada, a excepción de Canadá, Hungría y Bélgica, donde ganó Ricciardo. Valtteri Bottas, Kevin Magnussen y Alonso habían terminado en segundo lugar, y Jenson Button, Sergio Pérez y Felipe Massa habían terminado terceros por lo menos una vez. Mercedes tenía que superar a Red Bull por 41 puntos para conquistar el título de Constructores en Japón.
A pesar de recuperar la ventaja del Campeonato de Pilotos en el Gran Premio de Singapur, Hamilton dijo que no estaba aliviado debido a la cercanía de la carrera. Dijo que tomaría el enfoque de carrera a carrera de Rosberg y que estaba feliz de estar teniendo un buen desempeño. Hamilton, quien aún no había ganado el Gran Premio de Japón en Suzuka, se fijó como objetivo una victoria en el circuito. El director del equipo de Red Bull, Christian Horner, dijo que el campeonato estaba fuera de su alcance, aunque esperaba que los problemas de fiabilidad con los monoplazas Mercedes prolongaran la batalla. Horner rechazó las órdenes del equipo de favorecer a un conductor sobre el otro. Rosberg dijo que estaba esperando la carrera, y la velocidad de su monoplaza le daba esperanzas de un buen resultado.

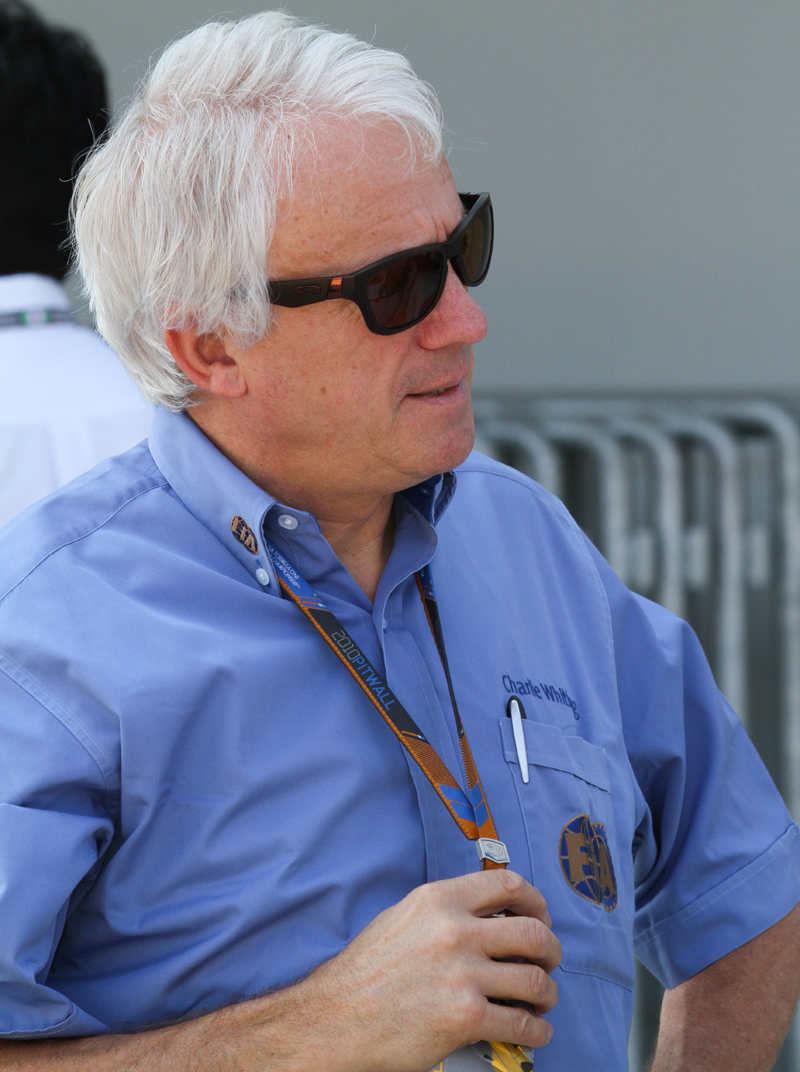
Charlie Whiting, fotografiado en 2010.

Se preveía que el tifón Phanfone, clasificado como una tormenta de categoría cuatro, llegaría a tierra firme en la costa oriental de Japón el día de la carrera con fuertes lluvias y vientos de hasta 240 kilómetros por hora (149,12908608 mph). Aunque se predijo que la tormenta si no llegaría a Suzuka, se esperaba que lluvias fuertes de su borde norte empaparan el circuito.  El Gran Premio de Rusia, programado para la semana siguiente, hizo imposible que el Gran Premio de Japón se pospusiera hasta el lunes debido a los horarios de carga a Rusia para trasladarse. Bernie Ecclestone (propietario de los derechos comerciales del campeonato) planteó la posibilidad de subir la hora de inicio, pero más tarde dijo que el evento se llevaría a cabo como estaba previsto. El director de carrera de la Federación Internacional del Automóvil (FIA), Charlie Whiting, sugirió a los organizadores de la carrera que se moviera la hora de inicio y les advirtió que la carrera no tendría lugar a menos que fuera declarada segura, pero se negaron. Honda, propietario de la pista, rechazó el cambio de hora de inicio para permitir que los espectadores llegaran al circuito a tiempo para el inicio de la carrera. La petición Whiting también fue rechazada por los altos funcionarios del cuerpo de gobierno del deporte quienes se opusieron al trastorno de la cobertura televisiva a nivel mundial del evento.

## Entrenamientos libres
Hubo cambios de pilotos para la primera sesión de entrenamientos libres de la carrera. Max Verstappen reemplazó a Jean-Éric Vergne como parte de su preparación para un asiento de tiempo completo en Toro Rosso en la temporada 2015. Con 17 años y tres días de edad, Verstappen fue la persona más joven en la historia del deporte en participar en un fin de semana de carreras de Fórmula 1. Caterham confirmó que Roberto Merhi reemplazaría a Marcus Ericsson. El piloto de Fórmula Renault 3.5 Series, Will Stevens, fue anunciado como participante en la primera sesión de entrenamientos en el auto de Max Chilton, pero un problema con el papeleo enviado a la Junta de Reconocimiento de Contratos de la FIA debido a una acción laboral en Alemania le impidió conducir.

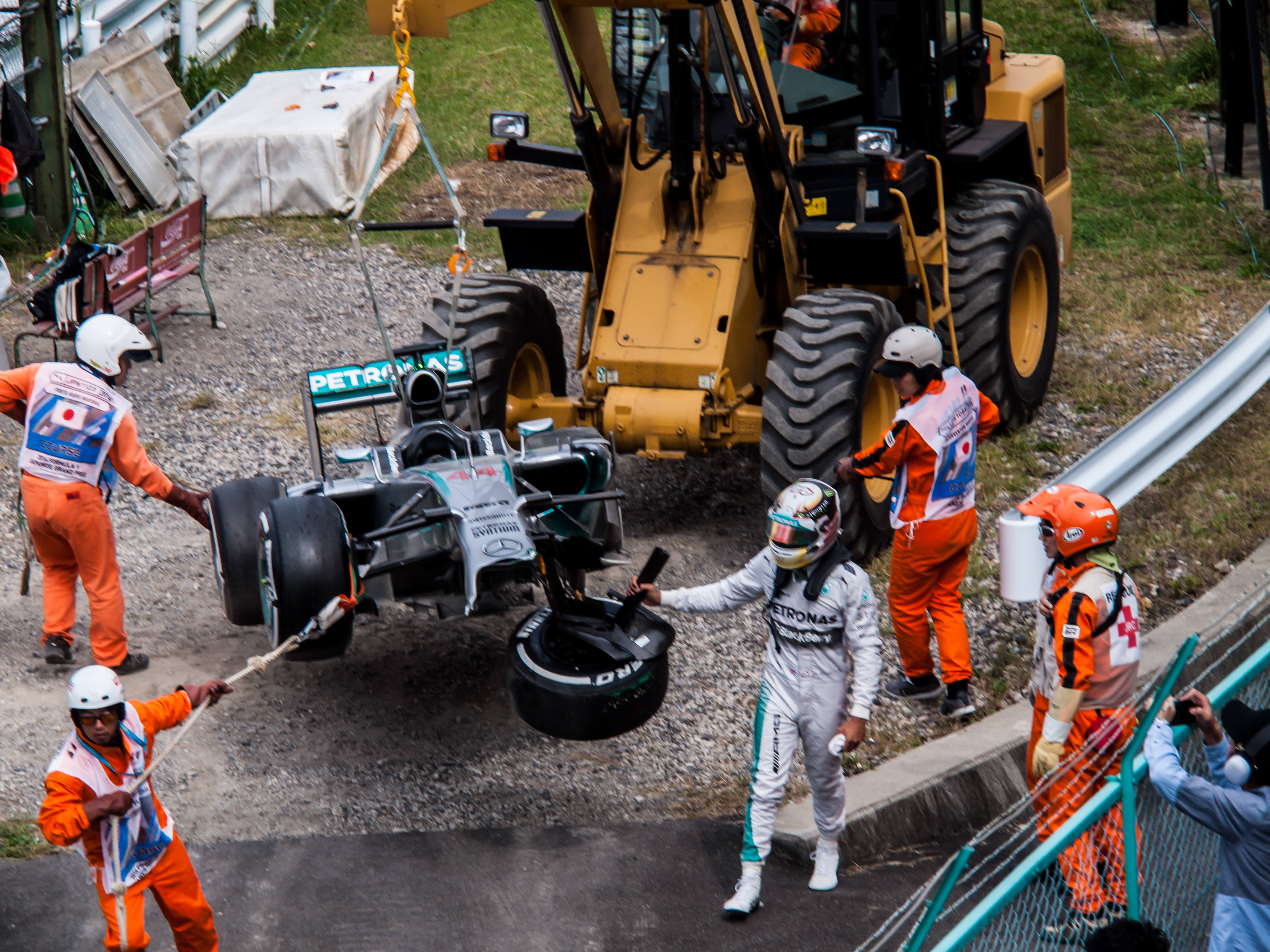
Lewis Hamilton después de dañar su monoplaza en un accidente durante la tercera sesión de práctica.

Hubo tres sesiones de entrenamientos -dos el viernes y la tercera el sábado- se llevaron a cabo antes de la carrera del domingo. Las sesiones de viernes por la mañana y por la tarde duraron noventa minutos cada una; La tercera sesión de una hora se realizó el sábado por la mañana. Mercedes realizó simulaciones de carrera para ver cómo se comportarían los monoplazas con una carga de combustible pesada. Rosberg fue el más rápido en la primera sesión de práctica con un tiempo de vuelta de 1.35.461, por delante de su compañero de equipo Hamilton, quien quedó en segundo lugar. Alonso fue el tercero más rápido, por delante de Bottas y Kimi Räikkönen. Magnussen, Ricciardo, Button y Daniil Kvyat completaron los diez mejores pilotos de la sesión. La carrera de Verstappen terminó temprano cuando se detuvo al lado de la pista en las curvas S debido a un humo que se elevaba desde su motor debido a una válvula de escape rota, y Merhi giró en la curva 13 (causando que Bottas se desviara para evitarlo).
En la segunda sesión de entrenamientos, Hamilton marcó la vuelta más rápida del día en 1.35.078; Rosberg fue segundo, y Bottas tercero. Button fue el cuarto más rápido, por delante de Vettel y Räikkönen. Alonso, Magnussen, Kvyat y Ricciardo siguieron en el top ten. Algunos monoplazas salieron de la pista; Ricciardo interrumpió la sesión durante ocho minutos cuando un subviraje lo envió a la barrera de la vuelta 18. Kobayashi perdió el control de la parte trasera de su Caterham en la curva tres, dañando su suspensión trasera y el alerón delantero, y Vergne detuvo su Toro Rosso en la espalda tras salir de la Spoon Curve con un problema de la bomba de combustible. Esteban Gutiérrez más tarde perdió el control de su Sauber entrando en la curva antes mencionada y se estrelló contra la barrera de neumáticos. Vergne se detuvo por segunda vez con un problema eléctrico después de salir de la curva 14, lo cual causó que se sacara una segunda bandera roja; La sesión terminó temprano, debido al tiempo limitado disponible. Rosberg registró el tiempo de vuelta más rápido de la tercera sesión de práctica en un minuto y 33.228 segundos, por delante de Hamilton y Alonso. Massa fue el cuarto más rápido; Bottas fue quinto y Ricciardo sexto. Magnussen fue séptimo, Vergne octavo, Kvyat noveno y Button completó los diez primeros. Hamilton entró rápidamente en la primera curva, pero entró al área de seguridad y chocó con la barrera de los neumáticos, dañando el cuarto delantero izquierdo de su monoplaza. Aunque Gutiérrez perdió el control de la parte posterior de su Sauber que dejaba la vuelta 15, él evitó chocar contra la pared.

### Primeros libres
| Pos. | Piloto          | Constructor       | Tiempo   |
| ---- | --------------- | ----------------- | -------- |
| 1    | Nico Rosberg    | Mercedes          | 1:35.461 |
| 2    | Lewis Hamilton  | Mercedes          | 1:35.612 |
| 3    | Fernando Alonso | Ferrari           | 1:36.037 |
| 4    | Valtteri Bottas | Williams-Mercedes | 1:36.576 |
| 5    | Kimi Räikkönen  | Ferrari           | 1:37.187 |

### Segundos libres
| Pos. | Piloto           | Constructor       | Tiempo   |
| ---- | ---------------- | ----------------- | -------- |
| 1    | Lewis Hamilton   | Mercedes          | 1:35.078 |
| 2    | Nico Rosberg     | Mercedes          | 1:35.318 |
| 3    | Valtteri Bottas  | Williams-Mercedes | 1:35.318 |
| 4    | Jenson Button    | McLaren-Mercedes  | 1:36.409 |
| 5    | Sebastian Vettel | Red Bull-Renault  | 1:36.436 |

### Terceros libres
| Pos. | Piloto          | Constructor       | Tiempo   |
| ---- | --------------- | ----------------- | -------- |
| 1    | Nico Rosberg    | Mercedes          | 1:33.228 |
| 2    | Lewis Hamilton  | Mercedes          | 1:34.210 |
| 3    | Fernando Alonso | Ferrari           | 1:34.439 |
| 4    | Felipe Massa    | Williams-Mercedes | 1:34.564 |
| 5    | Valtteri Bottas | Williams-Mercedes | 1:35.061 |

## Clasificación

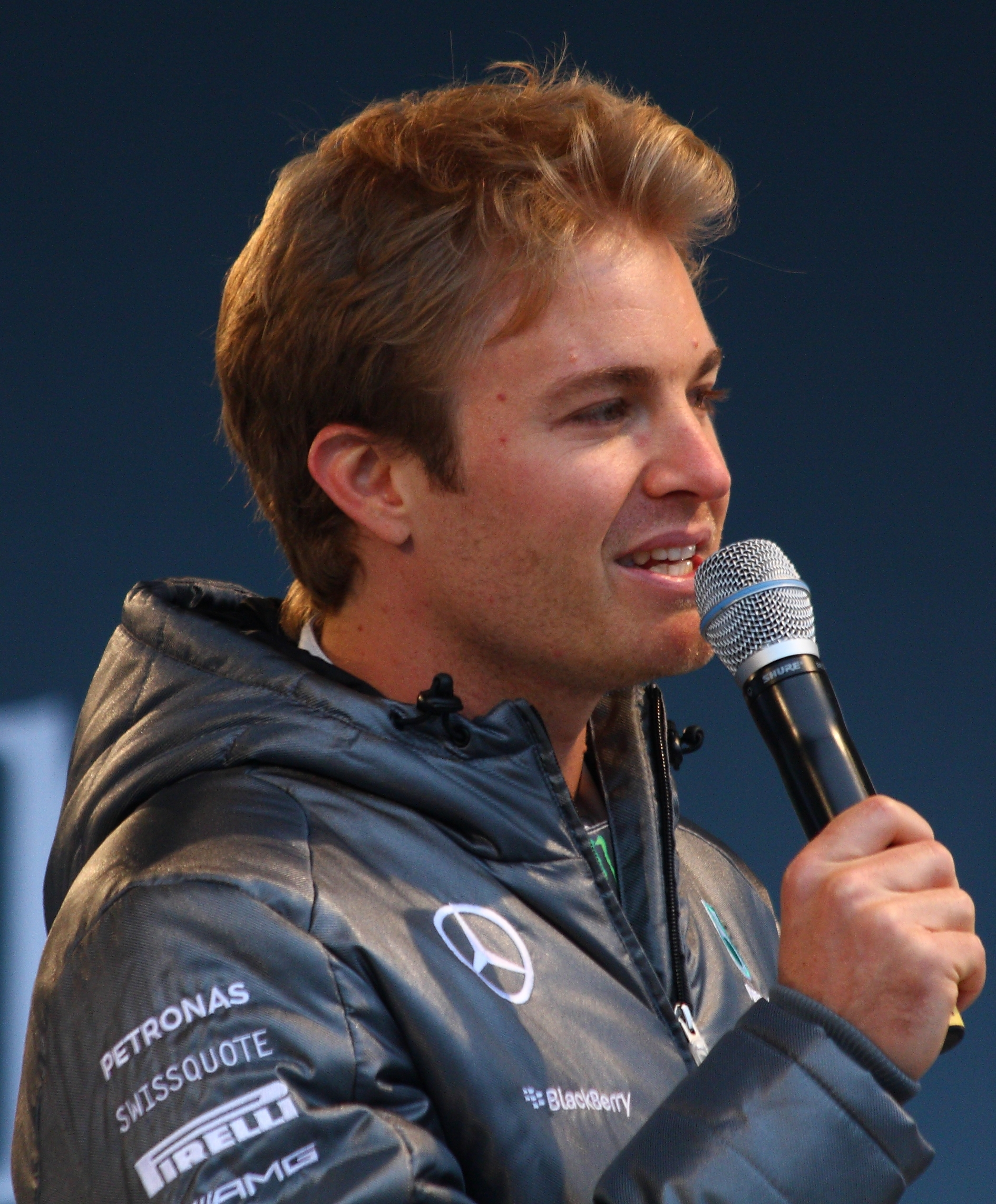
Nico Rosberg obtuvo la duodécima pole position de su carrera.

La sesión clasificatoria del sábado por la tarde se dividió en tres partes. La primera parte duró 18 minutos, eliminando los pilotos que terminaron la sesión en el lugar 17.º o inferior. La regla del 107 % estaba en efecto, requiriendo que los pilotos alcanzaran un tiempo dentro del 107 % de la vuelta más rápida para calificar. La segunda parte de la sesión de calificación duró 15 minutos, eliminando los pilotos que terminaron de 11° a 16° lugar. La parte final de la sesión de clasificación determinó las posiciones de la primera a la décima, decidiendo la pole position. A los pilotos en la sesión de calificación final no se les permitió cambiar los neumáticos, utilizando los neumáticos con los cuales establecieron sus tiempos de vuelta más rápidos. Rosberg marcó el mejor tiempo en la segunda y tercera sesión para conquistar su octava pole position de la temporada, la duodécima de su carrera y su primera en Suzuka con un tiempo de vuelta de 1.32.506 . Se le unió en la primera fila de la parrilla Hamilton, quien registró un tiempo de vuelta casi dos décimas de segundo más lento que su compañero de equipo. Los compañeros de Williams, Bottas y Massa, clasificaron tercero y cuarto, y Alonso y Ricciardo tomaron quinto y sexto. Mangnussen, cuyos errores en su vuelta más rápida le costó tiempo, terminó séptimo. Su compañero de McLaren, Button, se aseguró el octavo puesto bloqueando uno de sus neumáticos, aplanándolo y reduciendo su velocidad. Vettel, que luchaba en las vueltas, debido parcialmente al uso de neumáticos mojados de Red Bull, terminó noveno. Räikkönen redondeó los diez primeros clasificados, encontrando problemas con el equilibrio de su monoplaza que le impidió pelear duro.
Vergne fue el piloto más rápido en no avanzar a la sesión final; Su mejor tiempo de vuelta de 1.34.984 estuvo a dos segundos del ritmo de Rosberg en la segunda sesión. Él recibió una penalización de diez lugares en la parrilla, su sexta de la temporada, porque su equipo había cambiado su motor. Como resultado, Pérez heredó la undécima posición. Se encontró con pilotos más lentos entrando en la chicane final, lo que le obligó a reducir su velocidad y perder la temperatura de los frenos y los neumáticos. El tiempo de la vuelta final de Kvyat fue trastornado por pilotos más lentos; cuando entró en la primera curva sus neumáticos no habían alcanzado su temperatura óptima, comprometiendo su carrera y dándole la duodécima posición. Nico Hülkenberg se clasificó 13.º tras bloquear sus neumáticos en la última chicane. Adrian Sutil avanzó a la segunda sesión clasificatoria después de hacer los cambios de configuración de equilibrio, y tomó el lugar 14.º en sus segundos de cierre. Su compañero de equipo de Sauber, Gutiérrez, luchó con la temperatura de los neumáticos y fue atrapado en el tráfico en su salida de vuelta; Él tomó la 15° posición. Pastor Maldonado no logró avanzar más allá de la primera sesión de clasificación, pero Lotus instaló un nuevo motor (su sexto del año) en su chasis E22 el viernes por la mañana. Al igual que Vergne, se le sancionó con diez lugares en la parrilla (llevada a la carrera siguiente porque calificó dentro de las posiciones inferiores del top ten). Su compañero de equipo, Romain Grosjean, tomó la posición 16 y apuntó a calificar más arriba; sin embargo, un cambio en la dirección del viento le impidió registrar un tiempo de vuelta más rápido. Ericsson y Jules Bianchi comenzaron de la 17° y 18° posición, con Kobayashi comenzando la carrera en la posición 19. Chilton perdió el control de la parte trasera de su Marussia, lo que le llevó a comenzar en la posición 21.
Resultados
| Pos.                   | N.º | Piloto            | Constructor          | Parte 1  | Parte 2  | Parte 3  | Parrilla |
| ---------------------- | --- | ----------------- | -------------------- | -------- | -------- | -------- | -------- |
| 1                      | 6   | Nico Rosberg      | Mercedes             | 1:33.671 | 1:32.950 | 1:32.506 | 1        |
| 2                      | 44  | Lewis Hamilton    | Mercedes             | 1:33.611 | 1:32.982 | 1:32.703 | 2        |
| 3                      | 77  | Valtteri Bottas   | Williams-Mercedes    | 1:34.301 | 1:33.443 | 1:33.128 | 3        |
| 4                      | 19  | Felipe Massa      | Williams-Mercedes    | 1:34.483 | 1:33.551 | 1:33.527 | 4        |
| 5                      | 14  | Fernando Alonso   | Ferrari              | 1:34.497 | 1:33.675 | 1:33.740 | 5        |
| 6                      | 3   | Daniel Ricciardo  | Red Bull-Renault     | 1:35.593 | 1:34.466 | 1:34.075 | 6        |
| 7                      | 20  | Kevin Magnussen   | McLaren-Mercedes     | 1:34.930 | 1:34.229 | 1:34.242 | 7        |
| 8                      | 22  | Jenson Button     | McLaren-Mercedes     | 1:35.150 | 1:34.648 | 1:34.317 | 8        |
| 9                      | 1   | Sebastian Vettel  | Red Bull-Renault     | 1:35.517 | 1:34.784 | 1:34.432 | 9        |
| 10                     | 7   | Kimi Räikkönen    | Ferrari              | 1:34.984 | 1:34.771 | 1:34.548 | 10       |
| 11                     | 25  | Jean-Éric Vergne  | Toro Rosso-Renault   | 1:35.155 | 1:34.984 |          | 21*      |
| 12                     | 11  | Sergio Pérez      | Force India-Mercedes | 1:35.489 | 1:35.089 |          | 11       |
| 13                     | 26  | Daniil Kvyat      | Toro Rosso-Renault   | 1:35.210 | 1:35.092 |          | 12       |
| 14                     | 27  | Nico Hülkenberg   | Force India-Mercedes | 1:35.000 | 1:35.099 |          | 13       |
| 15                     | 99  | Adrian Sutil      | Sauber-Ferrari       | 1:35.736 | 1:35.364 |          | 14       |
| 16                     | 21  | Esteban Gutiérrez | Sauber-Ferrari       | 1:35.308 | 1:35.681 |          | 15       |
| 17                     | 13  | Pastor Maldonado  | Lotus-Renault        | 1:35.917 |          |          | 22*      |
| 18                     | 8   | Romain Grosjean   | Lotus-Renault        | 1:35.984 |          |          | 16       |
| 19                     | 9   | Marcus Ericsson   | Caterham-Renault     | 1:36.813 |          |          | 17       |
| 20                     | 17  | Jules Bianchi     | Marussia-Ferrari     | 1:36.943 |          |          | 18       |
| 21                     | 10  | Kamui Kobayashi   | Caterham-Renault     | 1:37.015 |          |          | 19       |
| 22                     | 4   | Max Chilton       | Marussia-Ferrari     | 1:37.481 |          |          | 20       |
| Tiempo 107 %: 1:40.163 |     |                   |                      |          |          |          |          |

## Carrera
La carrera comenzó a las 15:00 horas, tiempo estándar de Japón (UTC+9). La pista tenía una gran cantidad de agua estancada en su superficie, debido al tifón Phanfone que había traído lluvia pesada a la zona. La temperatura del aire era de 20 °C (68 °F) y la temperatura de la pista era de 24 °C (75,2 °F). Cerca de 142.000 personas asistieron a la carrera. El agua estancada causó un suelo muy resbaladizo y una visibilidad reducida, y todos los vehículos usaron neumáticos de lluvia húmedos. La carrera comenzó detrás del auto de seguridad, sin vuelta de formación; A pesar de la baja velocidad, los conductores tuvieron problemas por el agarre en la superficie húmeda. Ericsson perdió el control de su monoplaza y paró en la grava. Los marshals sacaron su Caterham del lugar, lo que le permitió continuar conduciendo. Después de las quejas de Hamilton sobre la mala visibilidad, la carrera se suspendió después de dos vueltas. Los monoplazas volvieron a entrar en la calle de boxes, alineados en la formación de salida y sus motores fueron apagados. La carrera se reinició 20 minutos más tarde detrás del auto de seguridad, después de que la lluvia cesó. Alonso detuvo su monoplaza por un problema eléctrico (posiblemente un cortocircuito debido a las condiciones húmedas), y fue el primer retiro de la carrera en la vuelta número tres. Su salida llevó a Ricciardo al quinto lugar, Magnussen al sexto y Button al séptimo.

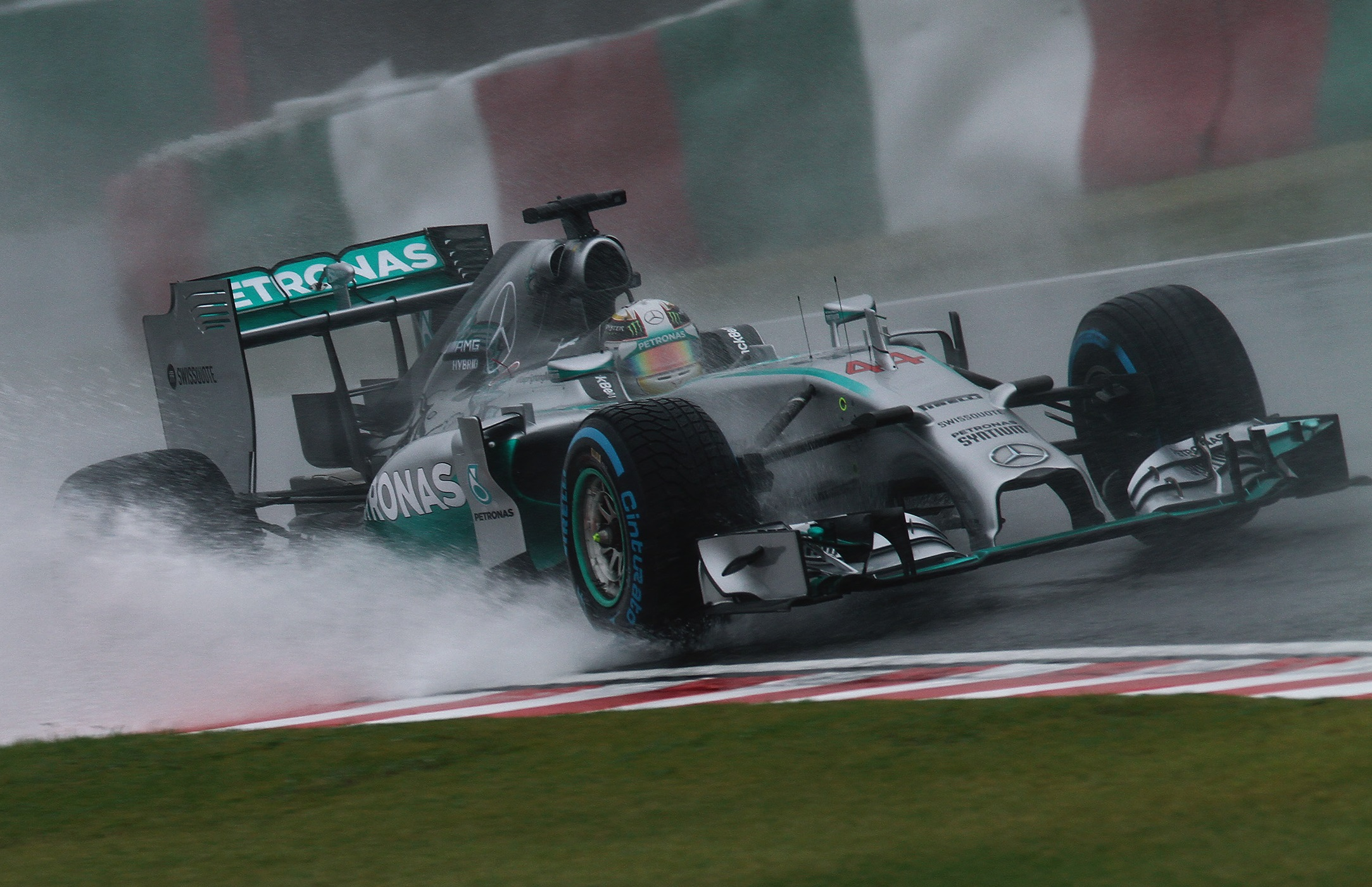
Lewis Hamilton, ganó por primera vez en Suzuka.

Aunque Hamilton se preocupó por los frenos de su Mercedes, le dijeron que era un problema de sensor relativamente menor. Él y Vergne informaron que las condiciones habían mejorado, pero Vettel y Massa dijeron que la visibilidad seguía siendo pobre. El auto de seguridad entró en el carril de boxes al final de la novena vuelta, y se les permitió a los pilotos adelantar. Button inmediatamente hizo una parada en los boxes para cambiar a neumáticos intermedios. Hamilton intentó pasar a Rosberg en la primera curva, pero no pudo adelantar al alemán.  Rosberg empezó a separarse de él; Vettel trató de pasar a Magnussen entrando en la horquilla, pero no pudo completar la maniobra. Se abrió demasiado en la Spoon Curve, permaneciendo en la pista al dar contra la acera. Pérez superó a Kvyat para ocupar la novena posición en la vuelta. Al final de la primera vuelta de carrera, Rosberg tenía una ventaja sobre Hamilton de 1,3 segundos; Hamilton era seguido por Bottas, Massa, Ricciardo, Magnussen, Vettel, Räikkönen, Pérez y Kvyat.
Bottas, Ricciardo, Magnussen y Räikkönen hicieron paradas en boxes para cambiar a neumáticos intermedios en la vuelta número 12. Después de su parada tempranera en boxes, Button subió al octavo lugar en la vuelta. Massa y Vettel hicieron sus paradas en boxes en la siguiente vuelta, con Vettel moviéndose una posición arriba de Massa y reuniéndose por delante de su compañero de equipo Ricciardo. Rosberg hizo su parada en boxes en la 14.ª vuelta y se reincorporó a la segunda posición, 22 segundos por detrás de Hamilton (que registró tiempos más rápidos en un intento por adelantarse a Rosberg después de la parada en boxes de este último). Hamilton salió de la pista en la Spoon Curve, reincorporándose a la carrera. El error redujo el déficit de tiempo en un segundo. Rosberg recuperó la primera posición cuando Hamilton se acercó a la salida de la parada de boxes después de la parada de este último. Informó que su monoplaza estaba sobrevirando, y Button tenía una ventaja de 6,5 segundos sobre ambos vehículos del equipo Williams. Los pilotos de Red Bull redujeron la brecha con respecto a Massa por el sexto lugar en la vuelta 16, y comenzaron a pelear posición. Vettel se trasladó al carril interior y pasó a Massa con un estrecho margen en la horquilla de la vuelta. Aunque Ricciardo intentó una maniobra similar en el exterior en la Spoon Curve, Massa aceleró en dirección a la curva 130R.
Magnussen hizo una segunda parada en boxes al final de la vuelta 16 para un cambio de volante. En la vuelta 17 Ricciardo se fue al exterior de Massa en las curvas S y cruzó por dentro, pasando a Massa para pasar al sexto puesto. Le avisaron a Rosberg por la radio del equipo que se esperaba más lluvia dentro de ocho minutos. Vettel superó a Bottas por del exterior para tomar el cuarto lugar en la siguiente vuelta. Bottas cayó al quinto puesto en la vuelta 19, cuando Ricciardo le pasó por el exterior en las curvas S. Vettel comenzó a reducir el déficit de tiempo al tercer lugar el cuál tenía Button, y Ricciardo estaba conduciendo a una velocidad similar a la de su compañero de equipo. Bottas fue alcanzado por su compañero de equipo, Massa, quien se alejó de Hülkenberg (quien salió de la pista en el segundo giro). Ambos pilotos de Red Bull fueron los más rápidos en la vuelta 21, pero estaban 13 segundos detrás de Button y otros cinco segundos detrás de Rosberg (quien, a pesar de salirse de la pista en la esquina 130R, tenía una ventaja de un segundo sobre Hamilton). Una línea seca comenzó a surgir para ese entonces ya que algunos conductores conducían a través de agua estancada para mantener las temperaturas de sus neumáticos bajas.

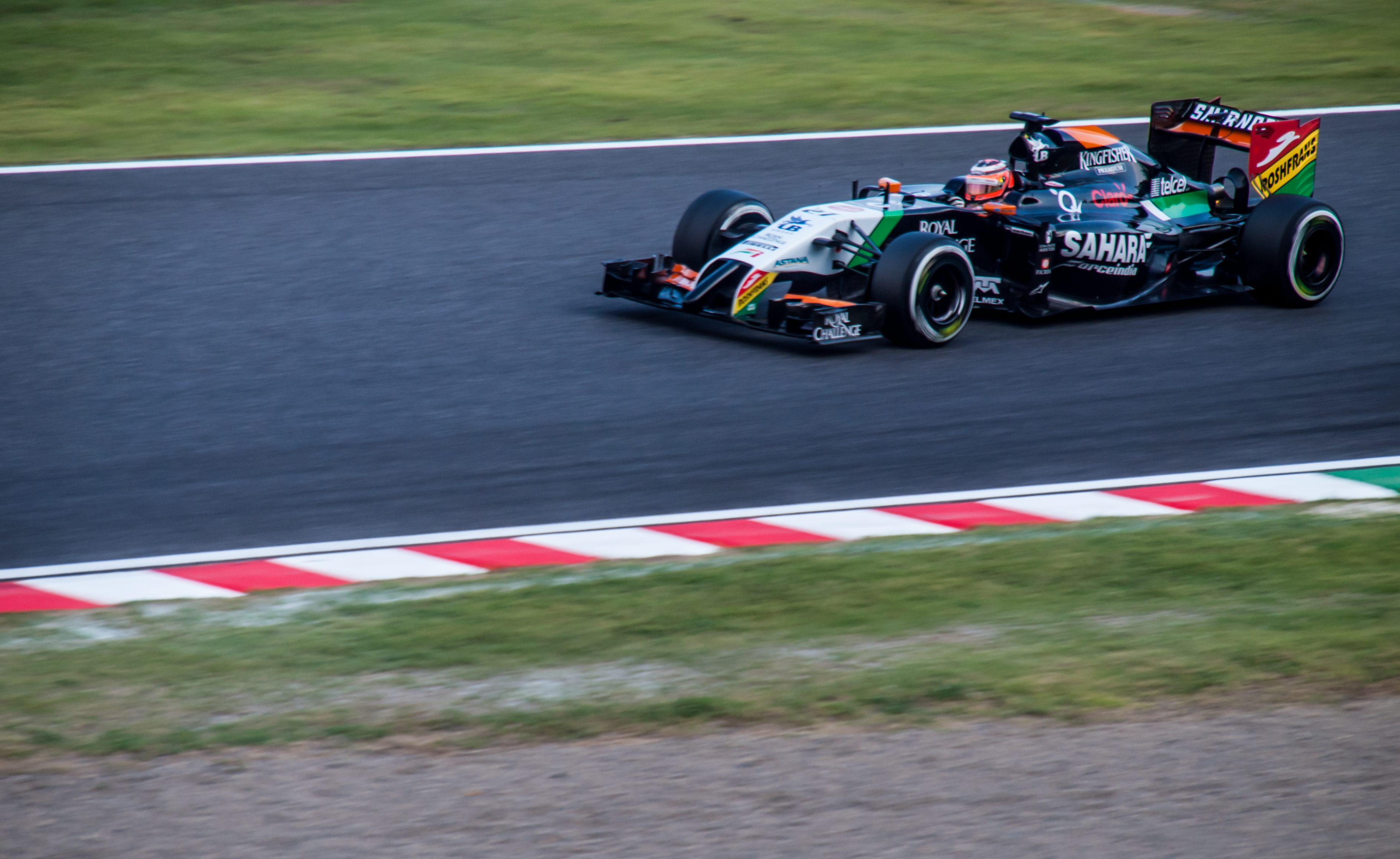
Nico Hülkenberg terminó en la octava posición.

Se permitió el uso del sistema DRS en la vuelta 24. A pesar de que Hamilton había reducido la ventaja de Rosberg a medio segundo y había utilizado el sistema, no lograba pasar a su compañero de equipo. Räikkönen realizó una conflictuosa parada en boxes en esa vuelta, cuando sus mecánicos tuvieron problemas para instalar correctamente una tuerca en la rueda derecha. Hamilton trató de pasar a Rosberg nuevamente en la siguiente vuelta corriendo en rebufo, pero Rosberg mantuvo la compostura y tuvo suficiente velocidad para mantener el primer lugar. Hamilton mantuvo una línea más apretada, mientras que Rosberg se quejó de más sobreviraje en la vuelta 26. En la vuelta 27, Hamilton olvidó desactivar su sistema DRS y perdió el control de su parte trasera; Sus frenos se cerraron, y entró al área de deslizamiento de la curva uno.  Sin embargo, alcanzó a Rosberg y corrió de cerca por detrás de su compañero en la horquilla sin tratar de pasarlo. Hamilton se movió a través de la pista durante la vuelta en un intento de pasarlo; el Mercedes de Rosberg se estremeció, y Hamilton consiguió una mejor entrada en la recta de la parada de boxes que su compañero. Hamilton estaba utilizando el rebufo de Rosberg antes de pasarlo por el exterior camino a la primera curva para tomar la delantera en la vuelta 29. Hamilton aceleró con fuerza y se alejó de Rosberg, que perdió el control cuando se dirigía a la recta de la parada de boxes.
Gutiérrez perdió la novena posición en la vuelta 30 con Kvyat. Vettel hizo su segunda parada en boxes para reemplazar por nuevos neumáticos intermedios en esa misma vuelta, reincorporándose en la quinta posición detrás de Ricciardo, pero por delante de ambos Williams. Button registró tiempos de vuelta más rápidos que Rosberg, cerrando la brecha a 12.8 segundos para el inicio de la vuelta 31. Pérez superó a Gutiérrez para tomar la décima posición en esa misma vuelta. Button hizo una segunda parada en boxes para nuevos neumáticos intermedios al final de la vuelta 31; tardó más de lo esperado porque su equipo de boxes cambió su volante y salió detrás de los dos pilotos de Red Bull. Vettel registró la vuelta rápida de la carrera en 1:51.915 segundos, 2.3 segundos más rápido que Hamilton; Rosberg hizo su segunda parada en boxes (para nuevos neumáticos intermedios) en la vuelta 33, y salió detrás de Ricciardo. Magnussen experimentó subviraje y giró 360 grados después de correr hacia el área deslizamiento. Hamilton hizo una parada en boxes al final de la vuelta 35 para nuevos neumáticos intermedios. Lluvia pesada empezó a caer en la vuelta 36. Ricciardo tomó la delantera hasta su parada en boxes durante esa vuelta y salió detrás de los dos pilotos de Mercedes, de Vettel y de Button.
Magnussen se salió de la pista en la primera curva en la vuelta 38, pero volvió sin derrapar y Vergne salió de la pista en la segunda curva. Vettel salió del circuito y cayó la trampa de grava en las vueltas en S durante esa vuelta, lo que permitió a Button acercarse al piloto alemán. Ricciardo recortó la distancia con respecto a Button en esa vuelta y trató de pasarle por el interior en la horquilla; Button defendió su posición, y Ricciardo se descarriló. Hamilton registró el tiempo de vuelta general más rápido de la carrera durante la 39ª vuelta, completando el circuito de 1:51.600 segundos. Los sistemas DRS fueron deshabilitados en la vuelta 41 debido a que las condiciones meteorológicas seguían deteriorándose. La visibilidad se redujo a causa del obscurecimiento del día y la baja nubosidad, los conductores eran deslumbrados por las luces de sus volantes. Ricciardo trató de pasar a Button nuevamente en esa vuelta tomando el carril interior en la horquilla, pero Button tomó una vuelta amplia. Ricciardo pasó a Button en la horquilla para moverse a la cuarta posición en la vuelta 42, y Button hizo una parada en los boxes para cambiar por unos neumáticos de lluvia húmedos. Sutil perdió el control de su monoplaza debido a aquaplaning, haciéndolo girar y chocar contra la barrera de neumáticos exterior en la parte superior de la colina en la curva Dunlop en esa misma vuelta. Se agitaron banderas dobles amarillas en la esquina para advertir a conductores sobre el incidente, y Whiting decidió no sacar el auto de seguridad. El Sauber de Sutil fue extraído de la pista por una grúa de tractor esa misma vuelta y se dirigió hacia una brecha en la barrera. Bianchi perdió el control de su Marussia a 213 kilómetros por hora (132 mph) en la vuelta 43, virando a la derecha hacia el área de deslizamiento fuera de la Dunlop.  Aunque aplicó simultáneamente sus pedales de acelerador y de freno, su sistema a prueba de fallas no funcionó porque los ajustes en su sistema de frenado por cable eran incompatibles.
Bianchi chocó contra la parte trasera de la grúa de tractor, lo que causó daños extensos a su monoplaza. El impacto sacudió a la grúa del suelo, haciendo que el monoplaza remolcado (suspendido en el aire por la grúa) cayera al suelo. Los marshals se alejaron de la escena para evitar ser golpeados por el Marussia de Bianchi. Cálculos realizados en julio de 2015 indicaron un pico de 254 g0 (2.490 m/s2) y los datos de la base de datos mundial de accidentes de la FIA -que recoge información de accidentes de carreras en todo el mundo- indicaron que el impacto de Bianchi ocurrió 2,61 segundos después de la pérdida de control, a 123 km/h (76 mph) y con un ángulo de 55 grados. Bianchi fue diagnosticado inconsciente después de no responder a una llamada de radio de su equipo o de los marshals. Estos informaron del accidente, y se enviaron vehículos médicos y de seguridad. Bianchi fue extraído de su vehículo y tratado en el lugar del choque antes de ser llevado en ambulancia al centro médico del circuito. El transporte en helicóptero era imposible debido al clima; Bianchi fue llevado en ambulancia con una escolta policíaca al Centro Médico General de la Prefectura de Mie en Yokkaichi, a unos 15 km de la pista.
La carrera terminó antes de lo estipulado cuando una segunda bandera roja fue agitada en la vuelta 46, y los resultados de la carrera fueron tomados del orden de marcha al final de la vuelta 44. Esto le dio a Hamilton la victoria, con su compañero de equipo Rosberg en segundo lugar. Vettel terminó tercero, por delante de Ricciardo, su compañero de Red Bull. Button terminó quinto, por delante de Massa y Bottas en sexto y séptimo lugar respectivamente. Hülkenberg, Vergne y Pérez redondearon los puntos. Kvyat, Räikkönen y Gutiérrez ocuparon las siguientes tres posiciones (una vuelta detrás del ganador de la carrera), con Magnussen, Grosjean, Maldonado, Ericcson, Chilton y Kobayashi fueron los últimos clasificados que no estuvieron involucrados en ningún incidente. Bianchi y Sutil se clasificaron en vigésimo y vigésimo primero, a pesar de no terminar. Hubo tres cambios en el liderato durante la carrera. El total de 26 vueltas al frente de los demás de Rosberg fue la cantidad más alta de cualquier competidor. Hamilton llevó el liderato en dos tiempos diferentes, para un total de 18 vueltas. La victoria de Hamilton fue su octava de la temporada, su primera en Suzuka, y el 30a de su carrera de Fórmula 1.

### Después de la carrera
Por respeto a Bianchi, en el podio no se destapó champán. En las entrevistas del podio, conducidas por el campeón del mundo de 1992 Nigel Mansell, Hamilton dijo que había sido un fin de semana de carrera difícil y su velocidad cerca del final de la carrera era parecida a la del Gran Premio de Gran Bretaña de 2008. Rosberg lo consideró un buen fin de semana para su equipo, y felicitó a Hamilton por la victoria. Vettel dijo que tuvo suerte de que el auto de seguridad saliera y estuviera contento con su actuación. En una conferencia de prensa posterior, Hamilton dijo que confiaba en el equilibrio de su monoplaza cuando pasó a Rosberg en la vuelta 28, y no vio ninguna diferencia en la cantidad de agua estancada en la pista cuando cayó más lluvia. Aunque el Mercedes de Rosberg estaba configurado de similar forma al de Hamilton, estaba descontento con su equilibrio y trató de ajustarlo durante su parada en boxes. Según Vettel, el clima era una limitante y su equipo decidió hacer una parada en boxes cuando se deterioró.
El choque de Bianchi ensombreció la carrera. Su padre, Philippe, reportó inicialmente a L'Équipe que Bianchi estaba en estado crítico con una lesión en la cabeza y estaba siendo operado para reducir la severa hemorragia craneal que tenía. La FIA dijo entonces que las tomografías computarizadas indicaron que Bianchi sufrió una «grave lesión en la cabeza» en el accidente y que sería admitido en la unidad de cuidados intensivos después de la cirugía. Su familia más tarde informó que tenía una lesión axonal difusa, una lesión craneoencefálica común en accidentes de vehículos que implican una rápida desaceleración. La primera actualización de la familia después de la cirugía de emergencia de Bianchi fue hecha por su padre durante la semana del 13 de octubre; el piloto se encontraba supuestamente en una condición «crítica», con los médicos diciendo que su supervivencia sería un milagro. Su padre dijo que tenía esperanzas debido a la recuperación del siete veces campeón del mundo Michael Schumacher de su coma. Marussia también publicó actualizaciones frecuentes sobre la condición de Bianchi, negando la especulación inicial sobre su papel en el accidente. El expresidente de la FIA, Max Mosley, lo describió como un accidente «desafortunado y extraño».

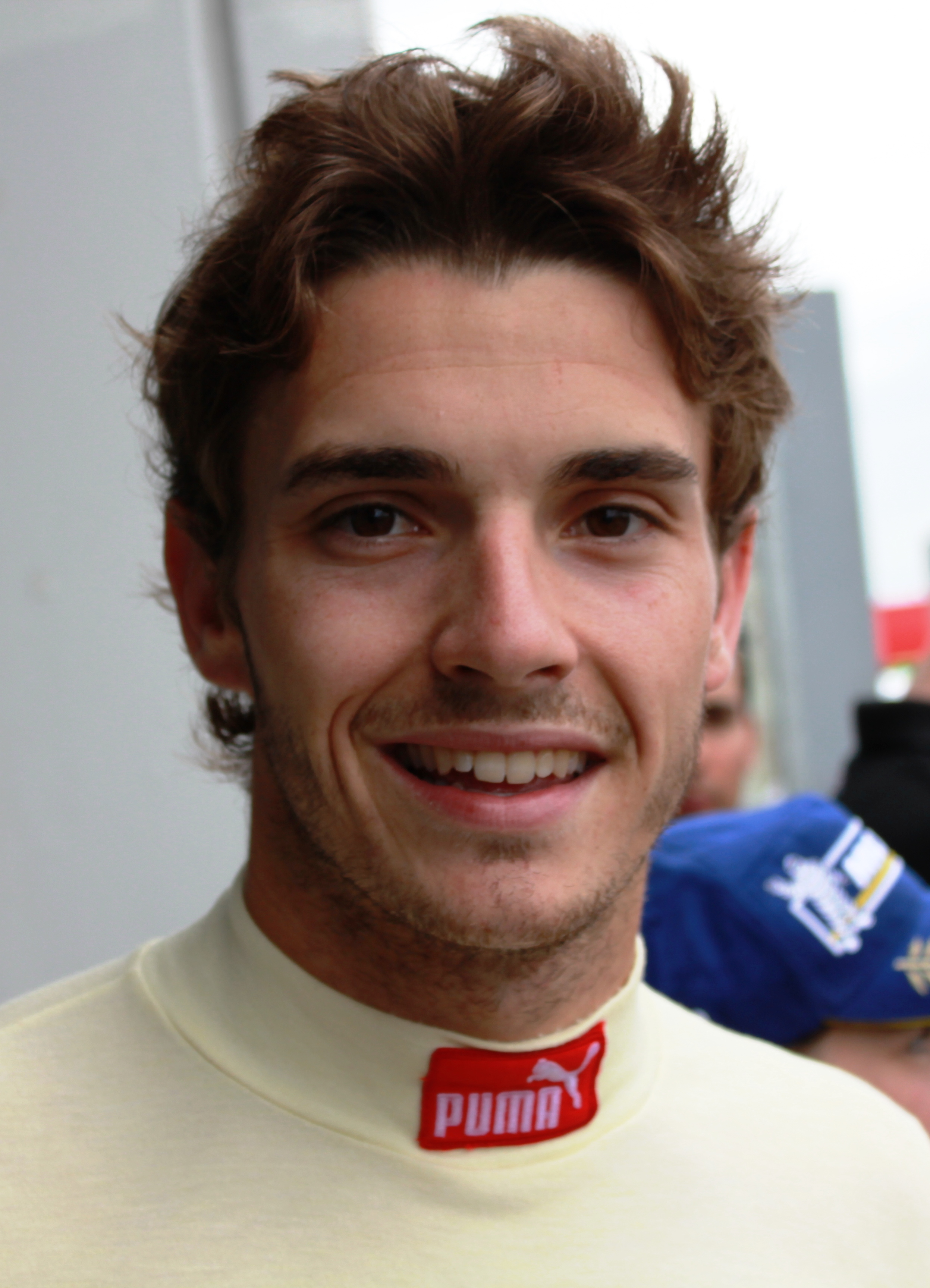
Jules Bianchi (fotografía de 2012) fue el primer conductor en morir en una carrera de F1 desde Ayrton Senna en 1994.

La polémica surgió después de que un vídeo filmado por un espectador del accidente de Bianchi, que mostraba a un marshal ondeando una bandera verde en el sitio del accidente, fue subido a las redes sociales. El vídeo original fue quitado de redes sociales bajo órdenes de la Formula One Management. El cuatro veces campeón del mundo, Alain Prost, dijo que el marshal debería haberse alejado de la escena del accidente, pero Emanuele Pirro, cinco veces ganador de las 24 Horas de Le Mans, dijo que era una práctica normal y cualquiera que dijera lo contrario estaba «equivocado».  Según varios comentaristas, el marshal no cometió ninguna infracción. El expiloto y periodista de Sky Sports F1, Martin Brundle, pidió que los vehículos de recuperación fueran vetados la pista. El expiloto Mika Salo defendió la decisión de Whiting de no desplegar los autos de seguridad tras el accidente de Sutil y minimizó las afirmaciones de que la carrera se detuvo por la intensificación de la lluvia. El comentarista principal de Rede Globo, Galvão Bueno, fue una de las principales voces en la crítica de la decisión de Whiting, describiéndola como «el mayor error que he visto en 40 años en Fórmula 1». Prost también diría que la entrada de la grúa sin el auto de seguridad es «inaceptable».
La FIA anunció un panel de diez personas, compuesto por expilotos y directores de equipo, para investigar la causa del accidente y publicó sus hallazgos cuatro semanas más tarde en Doha. De acuerdo con el informe, no hubo una causa particular por la cual ocurrió el accidente de Bianchi; Los factores que contribuyeron a que ocurriese el accidente incluyeron las condiciones de la pista, la velocidad del automóvil y la presencia de un vehículo de seguridad en la pista. El informe postuló varias sugerencias para mejorar la seguridad en la recuperación de vehículos dañados (que se introdujeron para la temporada 2015) y concluyó que habría sido imposible mitigar las lesiones de Bianchi con cambios en el diseño de la cabina del piloto. A partir de 2015, por razones de seguridad, la FIA ha requerido que la hora de inicio de algunos Grandes Premios sea por lo menos cuatro horas antes de la puesta del sol o del anochecer (excepto para las carreras nocturnas designadas). El presidente de la comisión de seguridad de la FIA, Peter Wright, fue citado en julio de 2015 diciendo que una cabina cerrada no habría impedido las lesiones en la cabeza de Bianchi, y el vicepresidente Andy Mellow confirmó que poner protecciones de impacto vehículos de asistencia no era viable.
Hospitalizado en Yokkaichi, Bianchi permaneció en una condición crítica pero estable conectado a un respirador artificial. Fue retirado de su coma inducido en noviembre y comenzó a respirar sin ayuda, lo que le permitió ser transferido al Centro Hospitalario Universitario de Niza (CHU) en Niza. Bianchi permaneció inconsciente y en condiciones críticas allí, pero su familia podía visitarlo con mayor facilidad. El 13 de julio de 2015, el padre de Bianchi dijo que era «menos optimista» sobre las posibilidades de su hijo debido a la falta de progreso significativo y por el tiempo transcurrido desde el accidente. El conductor murió cuatro días más tarde, a los 25 años de edad. Fue el primer piloto de Fórmula 1 que murió debido a lesiones sufridas durante un Gran Premio desde Ayrton Senna en 1994. Al funeral de Bianchi, llevado a cabo el 21 de julio en la catedral de Niza, asistieron miembros de la comunidad de Fórmula 1.
El resultado de la carrera aumentó la ventaja de Hamilton sobre Rosberg en el Campeonato Mundial de Pilotos a diez puntos. Ricciardo y Vettel mantuvieron el tercer y cuarto lugar respectivamente, y Alonso se mantuvo en quinto a pesar de su retiro. Mercedes se alejó más de Red Bull en el Campeonato de Constructores, con una ventaja de 180 puntos sobre el equipo austriaco. Williams aumentó su ventaja sobre Ferrari en la batalla por el tercer puesto, y Force India mantuvo el quinto lugar con cuatro carreras restantes en la temporada.

### Resultados
| Pos. | N.º | Piloto            | Constructor          | Vueltas | Tiempo/Retirado  | Parrilla | Puntos |
| ---- | --- | ----------------- | -------------------- | ------- | ---------------- | -------- | ------ |
| 1    | 44  | Lewis Hamilton    | Mercedes             | 44      | 1:51:43.021      | 2        | 25     |
| 2    | 6   | Nico Rosberg      | Mercedes             | 44      | +9.1             | 1        | 18     |
| 3    | 1   | Sebastian Vettel  | Red Bull-Renault     | 44      | +29.1            | 9        | 15     |
| 4    | 3   | Daniel Ricciardo  | Red Bull-Renault     | 44      | +38.8            | 6        | 12     |
| 5    | 22  | Jenson Button     | McLaren-Mercedes     | 44      | +67.5            | 8        | 10     |
| 6    | 77  | Valtteri Bottas   | Williams-Mercedes    | 44      | +113.7           | 3        | 8      |
| 7    | 19  | Felipe Massa      | Williams-Mercedes    | 44      | +115.1           | 4        | 6      |
| 8    | 27  | Nico Hülkenberg   | Force India-Mercedes | 44      | +115.9           | 13       | 4      |
| 9    | 25  | Jean-Éric Vergne  | Toro Rosso-Renault   | 44      | +127.6           | 21       | 2      |
| 10   | 11  | Sergio Pérez      | Force India-Mercedes | 43      | +1 vuelta        | 11       | 1      |
| 11   | 26  | Daniil Kvyat      | Toro Rosso-Renault   | 43      | +1 vuelta        | 12       |        |
| 12   | 7   | Kimi Räikkönen    | Ferrari              | 43      | +1 vuelta        | 10       |        |
| 13   | 21  | Esteban Gutiérrez | Sauber-Ferrari       | 43      | +1 vuelta        | 15       |        |
| 14   | 20  | Kevin Magnussen   | McLaren-Mercedes     | 43      | +1 vuelta        | 7        |        |
| 15   | 8   | Romain Grosjean   | Lotus-Renault        | 43      | +1 vuelta        | 16       |        |
| 16   | 13  | Pastor Maldonado  | Lotus-Renault        | 43      | +1 vuelta        | 22       |        |
| 17   | 9   | Marcus Ericsson   | Caterham-Renault     | 43      | +1 vuelta        | 17       |        |
| 18   | 4   | Max Chilton       | Marussia-Ferrari     | 43      | +1 vuelta        | 20       |        |
| 19   | 10  | Kamui Kobayashi   | Caterham-Renault     | 43      | +1 vuelta        | 19       |        |
| 20   | 17  | Jules Bianchi     | Marussia-Ferrari     | 43      | Accidente mortal | 18       |        |
| 21   | 99  | Adrian Sutil      | Sauber-Ferrari       | 42      | Accidente        | 14       |        |
| Ret  | 14  | Fernando Alonso   | Ferrari              | 2       | Eléctricos       | 5        |        |

## Clasificación tras la carrera
| Pos. | Piloto           | Puntos | Cambios       |
| ---- | ---------------- | ------ | ------------- |
| 1    | Lewis Hamilton   | 266    | Sin cambios   |
| 2    | Nico Rosberg     | 256    | Sin cambios   |
| 3    | Daniel Ricciardo | 193    | Sin cambios   |
| 4    | Sebastian Vettel | 139    | Crecimiento   |
| 5    | Fernando Alonso  | 133    | Decrecimiento |

| Pos. | Constructor          | Puntos | Cambios     |
| ---- | -------------------- | ------ | ----------- |
| 1    | Mercedes             | 522    | Sin cambios |
| 2    | Red Bull-Renault     | 332    | Sin cambios |
| 3    | Williams-Mercedes    | 201    | Sin cambios |
| 4    | Ferrari              | 178    | Sin cambios |
| 5    | Force India-Mercedes | 122    | Sin cambios |